# Gouvernement Papadópoulos
 (août 2023).
Si vous disposez d'ouvrages ou d'articles de référence ou si vous connaissez des sites web de qualité traitant du thème abordé ici, merci de compléter l'article en donnant les références utiles à sa vérifiabilité et en les liant à la section « Notes et références ».
République de Chypre
Klirídis II Khristófias
Le gouvernement Papadópoulos (en grec moderne : Κυβέρνηση Τάσσος Παπαδόπουλος) est le gouvernement de la république de Chypre entre le 1er mars 2003 et le 29 février 2008.

## Historique du mandat
Dirigé par le nouveau président de la République libéral Tássos Papadópoulos, anciennement président de la Chambre des représentants, ce gouvernement est constitué et soutenu par une coalition de centre gauche entre le Parti progressiste des travailleurs (AKEL), le Parti démocrate (DIKO) et le Mouvement pour la démocratie sociale (KISOS). Ensemble, ils disposent initialement de 33 représentants sur 56, soit 58,9 % des sièges de la Chambre des représentants.
Il est formé à la suite de l'élection présidentielle du 16 février 2003.
Il succède donc au second gouvernement du président Gláfkos Klirídis, constitué et soutenu par une coalition entre le Rassemblement démocrate (DISY) et les Démocrates unis (EDI), à laquelle appartenait initialement le Mouvement pour la démocratie sociale (EDEK).

### Formation
Lors du premier tour du scrutin présidentiel, Papadópoulos — qui bénéficie du soutien du DIKO et de l'AKEL — obtient la victoire avec 51,5 % des suffrages exprimés. Il défait ainsi Klirídis, qui échoue à remporter un troisième mandat. C'est alors la première fois depuis 20 ans que la présidence de la République n'est pas attribuée au second tour de scrutin.
Il forme le 1er mars suivant un gouvernement de 11 ministres, dont une femme et deux indépendants.
Aux élections législatives du 22 mai 2011, l'AKEL confirme de peu sa position de premier parti chypriote devant le DISY tandis que le DIKO se renforce. La coalition qui constitue l'exécutif gagne un siège de député et conserve ainsi sa majorité absolue avec 34 représentants sur 56, soit 60,7 % des sièges de la Chambre des représentants. Cependant, l'AKEL se retire de l'alliance au pouvoir en juillet 2007, ne laissant au chef de l'État que 16 élus favorables.

### Succession
Tássos Papadópoulos décide de se représenter à l'élection présidentielle du 17 février 2008, tandis que le Parti progressiste des travailleurs investit le président de la Chambre Dimítris Khristófias. Avec 33 % des voix, celui-ci parvient en tête du premier tour et affronte au second le candidat du DISY Ioánnis Kasoulídis. Papadópoulos, éliminé, apporte son appui à Khristófias qui s'impose une semaine plus tard. Le 1er mars 2003, il constitue un gouvernement de coalition qui réunit l'AKEL, le DIKO et l'EDEK.

## Composition

### Initiale (1ermars 2003)
| Poste                                                                      | Titulaire | Titulaire             | Parti |
| -------------------------------------------------------------------------- | --------- | --------------------- | ----- |
| Président de la République                                                 |           | Tássos Papadópoulos   | DIKO  |
| Ministre des Affaires étrangères                                           |           | Geórgios Iakóvou      | Sans  |
| Ministre de l'Intérieur                                                    |           | Andréas Khrístou      | AKEL  |
| Ministre des Finances                                                      |           | Márkos Kyprianoú      | DIKO  |
| Ministre du Commerce, de l'Industrie et du Tourisme                        |           | Giórgos Lillíkas      | Sans  |
| Ministre du Travail et de la Sécurité sociale                              |           | Mákis Keravnós        | DIKO  |
| Ministre de l'Agriculture, des Ressources naturelles et de l'Environnement |           | Tímis Efthymíou       | Sans  |
| Ministre de l'Éducation et de la Culture                                   |           | Pefkios Georgiádes    | DIKO  |
| Ministre de la Justice et de l'Ordre public                                |           | Dóros Theodórou       | KISOS |
| Ministre de la Défense                                                     |           | Kyriákos Mavronikólas | KISOS |
| Ministre des Communications et des Travaux publics                         |           | Kíkis Kazamías        | AKEL  |
| Ministre de la Santé                                                       |           | Dína Akkelídou        | AKEL  |

### Remaniement du19 mai 2004
- Les nouveaux ministres sont indiqués en gras, ceux ayant changé d'attributions en italique.

| Poste                                                                      | Titulaire | Titulaire                                                | Parti |
| -------------------------------------------------------------------------- | --------- | -------------------------------------------------------- | ----- |
| Président de la République                                                 |           | Tássos Papadópoulos                                      | DIKO  |
| Ministre des Affaires étrangères                                           |           | Geórgios Iakóvou                                         | Sans  |
| Ministre de l'Intérieur                                                    |           | Andréas Khrístou                                         | AKEL  |
| Ministre des Finances                                                      |           | Mákis Keravnós (jusqu'au 31/08/2005)                     | DIKO  |
| Ministre des Finances                                                      |           | Mikhális Sarrís                                          | Sans  |
| Ministre du Commerce, de l'Industrie et du Tourisme                        |           | Giórgos Lillíkas                                         | Sans  |
| Ministre du Travail et de la Sécurité sociale                              |           | Khrístos Taliadóros                                      | DIKO  |
| Ministre de l'Agriculture, des Ressources naturelles et de l'Environnement |           | Tímis Efthymíou                                          | Sans  |
| Ministre de l'Éducation et de la Culture                                   |           | Pefkios Georgiádes                                       | DIKO  |
| Ministre de la Justice et de l'Ordre public                                |           | Dóros Theodórou                                          | KISOS |
| Ministre de la Défense                                                     |           | Kyriákos Mavronikólas                                    | KISOS |
| Ministre des Communications et des Travaux publics                         |           | Kháris Thrástou                                          | AKEL  |
| Ministre de la Santé                                                       |           | Dína Akkelídou (jusqu'au 01/02/2005) Andréas Gavrielídes | AKEL  |

### Remaniement du13 juin 2006
- Les nouveaux ministres sont indiqués en gras, ceux ayant changé d'attributions en italique.

| Poste                                                                      | Titulaire | Titulaire                                                                                            | Parti |
| -------------------------------------------------------------------------- | --------- | --- | ----- |
| Président de la République                                                 |           | Tássos Papadópoulos                                                                                  | DIKO  |
| Ministre des Affaires étrangères                                           |           | Giórgos Lillíkas                                                                                     | Sans  |
| Ministre de l'Intérieur                                                    |           | Andréas Khrístou (jusqu'au 08/09/2006) Neoklís Sylikiótis                                            | AKEL  |
| Ministre des Finances                                                      |           | Mikhális Sarrís                                                                                      | Sans  |
| Ministre du Commerce, de l'Industrie et du Tourisme                        |           | Antónis Michaelídes                                                                                  | Sans  |
| Ministre du Travail et de la Sécurité sociale                              |           | Antonís Vassileíou                                                                                   | KISOS |
| Ministre de l'Agriculture, des Ressources naturelles et de l'Environnement |           | Fótis Fotíou                                                                                         | DIKO  |
| Ministre de l'Éducation et de la Culture                                   |           | Pefkios Georgiádes (jusqu'au 20/02/2007) Akis Kleánthous                                             | DIKO  |
| Ministre de la Justice et de l'Ordre public                                |           | Sofoklís Sofokléous                                                                                  | KISOS |
| Ministre de la Défense                                                     |           | Fívos Klókaris (jusqu'au 05/10/2006) Níkos Symeonídes (jusqu'au 14/05/2007) Khristódoulos Passiardís | Sans  |
| Ministre des Communications et des Travaux publics                         |           | Kháris Thrástou                                                                                      | AKEL  |
| Ministre de la Santé                                                       |           | Kháris Kharalábous                                                                                   | AKEL  |

### Remaniement du16 juillet 2007
- Les nouveaux ministres sont indiqués en gras, ceux ayant changé d'attributions en italique.

| Poste                                                                      | Titulaire | Titulaire                | Parti |
| -------------------------------------------------------------------------- | --------- | ------------------------ | ----- |
| Président de la République                                                 |           | Tássos Papadópoulos      | DIKO  |
| Ministre des Affaires étrangères                                           |           | Erató Kozákou-Markoullí  | Sans  |
| Ministre de l'Intérieur                                                    |           | Khrístos Patsalídes      | Sans  |
| Ministre des Finances                                                      |           | Mikhális Sarrís          | Sans  |
| Ministre du Commerce, de l'Industrie et du Tourisme                        |           | Antónis Michaelídes      | Sans  |
| Ministre du Travail et de la Sécurité sociale                              |           | Antonís Vassileíou       | KISOS |
| Ministre de l'Agriculture, des Ressources naturelles et de l'Environnement |           | Fótis Fotíou             | DIKO  |
| Ministre de l'Éducation et de la Culture                                   |           | Akis Kleánthous          | DIKO  |
| Ministre de la Justice et de l'Ordre public                                |           | Sofoklís Sofokléous      | KISOS |
| Ministre de la Défense                                                     |           | Khristódoulos Passiardís | Sans  |
| Ministre des Communications et des Travaux publics                         |           | María Mallakhtoú         | Sans  |
| Ministre de la Santé                                                       |           | Kóstas Kadís             | Sans  |